# Bironella travestita
Bironella travestita är en tvåvingeart som beskrevs av Steffen Lambert Brug 1928. Bironella travestita ingår i släktet Bironella och familjen stickmyggor. Inga underarter finns listade i Catalogue of Life.